# Cladonia parvipes
Cladonia parvipes (Vain.) S. Stenroos (2000), è una specie di lichene appartenente al genere Cladonia,  dell'ordine Lecanorales.
Il nome proprio deriva dal latino tardo parvipes, composto dall'aggettivo parvus, -a, -um che significa piccolo, di piccole dimensioni, e dal sostantivo pes, pedis, che significa piede, ad indicare la forma dei podezi.

## Caratteristiche fisiche
Il fotobionte è principalmente un'alga verde delle Trentepohlia.

## Località di ritrovamento
La specie è stata rinvenuta nelle seguenti località:
- Brasile (Minas Gerais)

## Tassonomia
Questa specie appartiene alla sezione Cocciferae; nell'ambito di questa sezione alcuni autori inseriscono la C. parvipes in un gruppo, Miniatae, con caratteristiche precipue comuni anche alle seguenti specie: C. ahtii, C. anaemica, C. lopezii, C. hypomelaena, C. miniata, C. salmonea e C. secundana.
A tutto il 2008 non sono state identificate forme, sottospecie e varietà.